# Kenneth J. Lawrence
| 5621 Erb         | 23 settembre 1990 |
| 5653 Camarillo   | 21 novembre 1992  |
| 6456 Golombek    | 27 luglio 1992    |
| 6561 Gruppetta   | 10 ottobre 1991   |
| 7091 Maryfields  | 1º maggio 1992    |
| 9969 Braille     | 27 maggio 1992    |
| 30831 Seignovert | 14 ottobre 1990   |

Kenneth J. Lawrence (1964) è un astronomo statunitense.
Il Minor Planet Center lo accredita per la scoperta di trentatré asteroidi, effettuate tra il 1990 e il 1994, in parte in collaborazione con altri astronomi: Jeff Alu, Eleanor Francis Helin e Perry Rose. Ha inoltre co-scoperto la cometa periodica 152P/Helin-Lawrence, assieme a Eleanor Francis Helin.
Glie è stato dedicato l'asteroide 4969 Lawrence.